# MAN SL 202
MAN SL 202 – autobus miejski, produkowany przez niemiecką firmę MAN Nutzfahrzeuge AG.